# ألان جادج
ألان جادج (بالإنجليزية: Alan Judge)‏ هو لاعب كرة قدم بريطاني، ولد في 14 مايو 1960. لعب مع أكسفورد يونايتد وتشيلسي وسويندون تاون وكارديف سيتي ولينكولن سيتي أف سي ونادي ريدنغ ونادي كيترينغ تاون ونادي لوتون تاون ونادي هيرفورد.

## وصلات خارجية
- ألان جادج على موقع قاعدة بيانات كرة القدم.إي يو (الإنجليزية)